# Évangéline

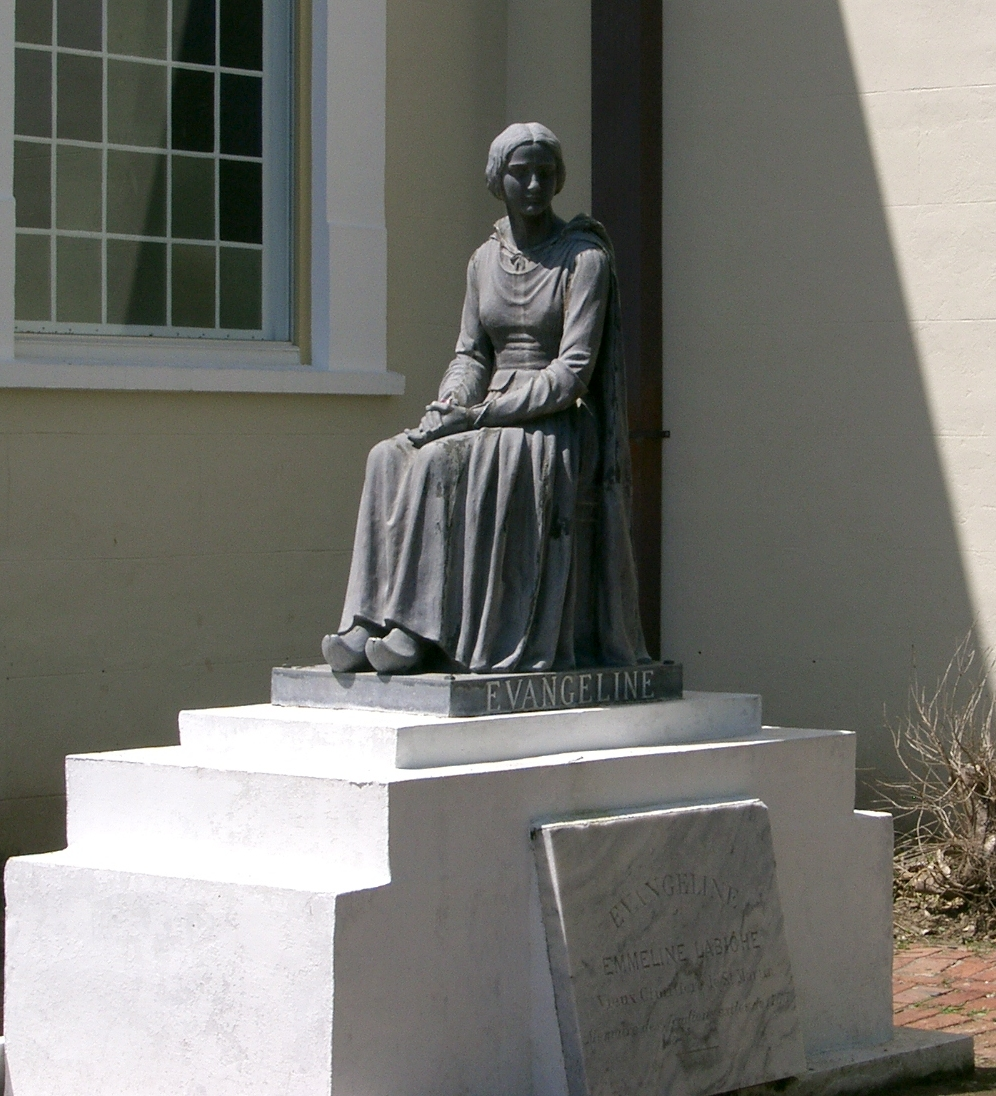
Estatua de Évangéline en Saint-Martinville, Luisiana.

Évangéline es un poema épico del  poeta estadounidense Henry Wadsworth Longfellow, el cual se desarrolla en el contexto de la deportación de los acadianos. La obra ha tenido un gran efecto en las culturas acadiana y francocanadiense. 

## Sumario
Dos amantes acadianos, Évangéline y Gabriel, son forzados a separarse debido a la deportación de los acadianos realizada por los británicos en 1755. Évangéline emigra a Filadelfia para trabajar con los pobres como enfermera. Encuentra a Gabriel, quien sin embargo muere en sus brazos. Otra versión cuenta que los dos amantes se encuentran en Saint-Martinville, Luisiana, justamente, bajo el roble verde no lejos de la iglesia, pero, al contrario que Évangéline, Gabriel se ha casado y ha tenido hijos. Évangéline no lo podrá soportar y morirá de pena.

## Análisis
El amor puro y la fidelidad que demuestra Évangéline por Gabriel simboliza la confianza eterna, sentimiento que numerosos grupos sociales pueden probar. Cuando se experimenta esta confianza, ellos ven a continuación una aurora de esperanza en la oscuridad de la intolerancia y el rechazo. Évangéline es portadora de un mensaje a la vez mítico y metafórico, la llama del amor y de la esperanza eternos, no solamente para los descendientes directos de los acadianos víctimas de la deportación, sino para esos y esas que buscan desesperadamente un sentido a una existencia vacía. Se trata una función muy importante del mito. A los ojos de miles de personas, Évangéline es la imagen de la emoción que ella encarna, un periplo difícil a través de las alegrías y las penas de la existencia, dando un sentido al gran viaje que es la vida.

## En la cultura popular
El poema ha sido interpretado en canciones por Michel Conte en 1971, interpretada inicialmente por Isabelle Pierre y más tarde por Marie-Jo Thério, Lyne Lapierre, Marie Williams, y más recientemente por Annie Blanchard, que ha ganado con esta pieza la canción popular del año en la Gala del ADISQ en 2006.
- Datos: Q2625102
- Multimedia: Evangeline / Q2625102